# Pettit (cràter)
Pettit és un cràter d'impacte que es troba prop del terminador occidental de la Lluna. En aquesta ubicació, el cràter és vist gairebé de costat pels observadors situats a la Terra, i la visibilitat pot veure's afectada significativament pels efectes de la libració.
El cràter es troba entre les accidentades estribaciones dels Montes Rook, que formen l'anell interior de les muntanyes que envolten la conca d'impacte del Mare Orientale. És gairebé un bessó del cràter Nicholson, que s'hi troba a menys d'un diàmetre al nord-est del cràter. Una altra formació similar és Wright, gairebé al sud.

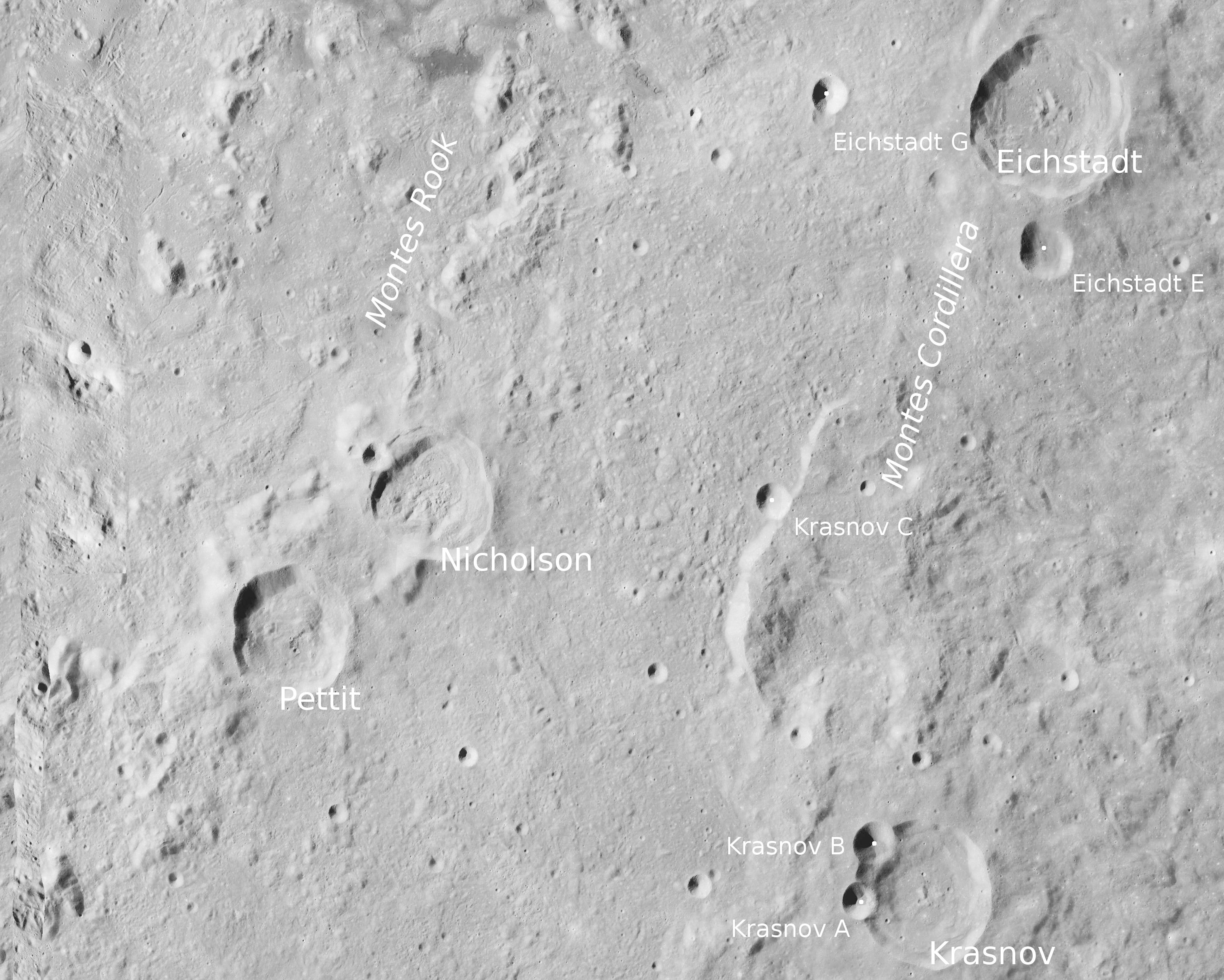
Entorn de Pettit. Fotografia de la missió Lunar Reconnaissance Orbiter

L'aparença del brocal d'aquest cràter recorda a un hexàgon arrodonit, amb vores lleugerament aplanades a l'est i a l'oest. La vora és afilada, i el material de la paret interna s'ha desplomat fins a quedar acumulat al voltant de la base. El sòl interior, de textura rugosa, presenta un petit pic central i una sèrie de pujols al nord i a l'oest. Més enllà de la vora es troba un terreny accidentat al nord i a l'oest, mentre que la superfície es fa més llisa al sud-est, més enllà de la vora dels contraforts muntanyencs.
Aquesta formació no ha de ser confosa amb el cràter similar anomenat Petit, un petit element situat en la meitat oriental de la cara visible de la Lluna.

## Cràters satèl·lit

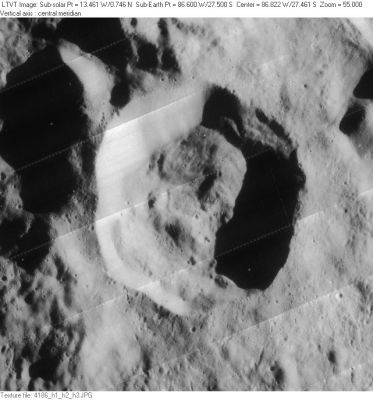
Fotografia de la missió Lunar Orbiter 4

Per convenció aquests elements són identificats en els mapes lunars posant la lletra en el costat del punt mitjà del cràter que està més proper a Pettit.
|        | \| Pettit \| Coordenades \| Diàmetre \| \| ------ \| ------------------------------------ \| -------- \| \| C \| 24° 48′ S, 88° 54′ O / 24.8°S,88.9°O \| 8 km \| |          |
| Pettit | Coordenades | Diàmetre |
| C      | 24° 48′ S, 88° 54′ O / 24.8°S,88.9°O | 8 km     |

Els següents cràters han estat canviats el nom per la UAI:
- Pettit T — Vegeu Shuleykin (cràter).